# Nodaria adra
Nodaria adra là một loài bướm đêm trong họ Noctuidae.